# PSS (système de commande programmable)
Un automate de sécurité est le plus souvent un automate programmable industriel avec des éléments de conception spéciaux sur le plan des entrées/sorties et du traitement, afin de garantir le degré requis de sécurité et de disponibilité lors de son utilisation dans des systèmes critiques sur le plan de la sécurité. 
Les automates de sécurité programmables (en anglais Programmable Safety Control System ou PSS) trouvent leur origine dans les années 1990, période à laquelle ils ont été approuvés par le BG (Caisse de prévoyance des accidents du travail allemande). Auparavant les tâches de commande étaient gérées en grande partie par des relais électromécaniques. Comme ces circuits de relais, les automates de sécurité sont de conception multicanal, mais avec un encombrement réduit et une plus grande fonctionnalité et flexibilité.
PSS est une marque déposée de la société Pilz GmbH & Co. KG.

## Historique
Les automates de sécurité sont le résultat de l'exigence de pouvoir interconnecter la sécurité par programmation. Au début, des systèmes centralisés, puis plus tard décentralisés, ont été associés à des systèmes de bus. La programmation a d'abord suivi le même schéma que pour un API, seul le jeu d'instruction était réduit à quelques langages tels que langage IL (Instruction List) ou langage Ladder (Lader Diagramm LD). Ces mesures ont été utilisées pour la sécurité afin de pouvoir minimiser les erreurs lors de la création du programme grâce à une restriction des possibilités de programmation. Les premiers systèmes ont été conçus prioritairement pour le traitement des fonctions de sécurité. Bien que depuis le début, une programmation de l'automate de sécurité pour de l'automatisme standard était possible, elle était utilisée dans la pratique de manière très limitée. Aujourd'hui, les automates de sécurité qui se programment de manière flexible avec des blocs fonctions certifiés disponibles à partir d'une bibliothèque sont répandus.

## Fonction et structure
Les automates de sécurité ne diffèrent que légèrement dans leur fonction des automates pour l'automatisme standard. Au cœur, un automate de sécurité se compose quasiment de deux automates programmables industriels, qui exécutent en parallèle un programme d'application, qui utilisent la même représentation du process des entrées/sorties et qui se synchronisent en permanence.
Comparaison croisée, tests des entrées/sorties, recherche de résultats valables communs etc. sont des processus complexes qui caractérisent la complexité interne de tels systèmes. À l'exception de caractéristiques spécifiques comme l'utilisation de tests impulsionnels pour la détection des courts circuits, les systèmes modernes se comportent comme les autres automates programmables industriels.
Les fonctions de sécurité sont stockées sous forme de programme. Les automates sont programmés avec les logiciels correspondants.
Conception d'un système de commande de sécurité :
- deux canaux séparés ;
- conception diversitaire avec différents matériels ;
- test en continu des entrées et des sorties ;
- comparaison en continu des données utilisateur ;
- surveillances de tension et de courant ;
- coupure de sécurité en cas d'erreur ou de danger[3].

## Utilisation
Les automates sont utilisés pour l'automatisme de machines individuelles, mais également pour des installations réparties, par exemple :
- sécurisation de la zone de danger des machines-outils ;
- commande de process dans l'industrie chimique ;
- équipement de voie dans le transport ferroviaire.